# Tiếng Mường
Tiếng Mường (thiểng Mường) là ngôn ngữ của người Mường tại Việt Nam.
Tiếng Mường là ngôn ngữ thanh điệu, có mối liên hệ gần gũi với tiếng Việt và được xem như thuộc nhóm ngôn ngữ Việt-Mường trong ngữ tộc Môn-Khmer của ngữ hệ Nam Á. Thanh điệu tiếng Mường gần với phương ngữ Thanh Hoá, Nghệ An của tiếng Việt. Tiếng Mường được nói chủ yếu tại các tỉnh vùng núi phía bắc Việt Nam như: Hòa Bình, Thanh Hóa, Phú Thọ, Yên Bái, Sơn La và Ninh Bình .
Tiếng Mường có 6 thanh như tiếng Việt; tuy nhiên, thanh nặng chỉ được phân biệt tại các tỉnh Phú Thọ và Thanh Hóa, còn những người tỉnh Hòa Bình đọc như thanh sắc..

## Chữ viết
Tiếng Mường không có hệ thống chữ viết riêng cho đến thế kỷ XX khi một số học giả phương tây đã cùng một vài nghệ nhân và trí thức người Mường tỉnh Hoà Bình cùng phối hợp với viện ngôn ngữ phát triển một bảng chữ cái tạm thời dựa trên bảng chữ cái tiếng Việt đã được sửa đổi nhằm phục vụ cho việc nghiên cứu văn hoá dân tộc Mường.
Bộ chữ dân tộc Mường tỉnh Hòa Bình, được UBND tỉnh Hòa Bình phê duyệt tại Quyết định số 2295/QĐ-UBND ngày 08 tháng 9 năm 2016 . Bảng chữ cái này phục vụ việc dạy và học tiếng nói, chữ viết của dân tộc thiểu số trong các cơ sở giáo dục phổ thông và trung tâm giáo dục thường xuyên của tỉnh,  báo Hòa Bình điện tử bản tiếng Mường hiện đang sử dụng bộ chữ này.
Bộ chữ dân tộc Mường này có 28 chữ cái.
| STT | Chữ hoa | Chữ thường | Tên chữ | Âm chữ |
| --- | ------- | ---------- | ------- | ------ |
| 1   | A       | a          | a       | a      |
| 2   | Ă       | ă          | á       | á      |
| 3   | Â       | â          | ớ       | ớ      |
| 4   | B       | b          | bê      | bờ     |
| 5   | C       | c          | xê      | kờ     |
| 6   | Đ       | đ          | đê      | đờ     |
| 7   | E       | e          | e       | e      |
| 8   | Ê       | ê          | ê       | ê      |
| 9   | F       | f          | ép      | phờ    |
| 10  | G       | g          | gê      | gờ     |
| 11  | H       | h          | hát     | hờ     |
| 12  | I       | i          | i       | i      |
| 13  | K       | k          | ka      | kờ     |
| 14  | L       | l          | e-lờ    | lờ     |
| 15  | M       | m          | e-mờ    | mờ     |
| 16  | N       | n          | e-nờ    | nờ     |
| 17  | O       | o          | o       | o      |
| 18  | Ô       | ô          | ô       | ô      |
| 19  | Ơ       | ơ          | ơ       | ơ      |
| 20  | P       | p          | pê      | pờ     |
| 21  | R       | r          | e-rờ    | rờ     |
| 22  | T       | T          | tê      | tờ     |
| 23  | U       | u          | u       | u      |
| 24  | Ư       | ư          | ư       | ư      |
| 25  | V       | V          | vê      | vê     |
| 26  | W       | w          | vê kép  | wờ     |
| 27  | X       | X          | ích-xì  | xờ     |
| 28  | Z       | z          | zét     | zờ     |

Để ghi các biến thể của tiếng Mường cũng như từ ngữ của các ngôn ngữ khác, tiếng Mường có thể sử dụng các chữ cái khác như: J, Q, S, Y. Tuy nhiên, các chữ cái này không thuộc bảng chữ cái tiếng Mường. Trường hợp này giống như tiếng Việt vẫn sử dụng F, J, W, Z để ghi, nhưng chúng không thuộc bảng chữ cái tiếng Việt.

## Ngữ âm

### Phụ âm
Bảng dưới đây trình bày các phụ âm trong đó có sự phân biệt giữa các âm tắc hữu thanh và vô thanh của các phương ngữ (Mường Bi, Mường Thành, Mường Động và Ba Trại) và chính tả tương ứng của chúng.
|          |           | Môi         | Lợi                | Ngạc cứng | Ngạc mềm  | Thanh hầu |
| -------- | --------- | ----------- | ------------------ | --------- | --------- | --------- |
| Mũi      | Mũi       | m /m/       | n /n/              | nh /ɲ/    | ng /ŋ/    |           |
| Tắc      | vô thanh  | p /p/       | t /t/              | ch /c/    | c /k/     |           |
| Tắc      | bật hơi   | ph /pʰ/     | th /tʰ/            |           | kh /kʰ/   |           |
| Tắc      | hữu thanh | b /b/       | đ /d/              |           | g /ɡ ~ ɣ/ |           |
| Xát      | vô thanh  |             | x /s/              |           |           | h /h/     |
| Xát      | hữu thanh | v/w/o/u /β/ | d/gi/i/y /z ~ j/   |           |           |           |
| Tiếp cận | Tiếp cận  |             | l, tl /l, tl ~ kl/ |           |           |           |
Phương ngữ Mường Vang hoàn toàn không có sự phân biệt giữa các cặp âm tắc hữu thanh và vô thanh /p b/, /t d/, /k ɡ/,  mà chỉ giữ lại âm vô thanh trong mỗi cặp. Phương ngữ Mường Khói và Mường Ống có đầy đủ âm vô thanh, nhưng thiếu âm /ɡ/ trong số các âm tắc hữu thanh. Trong khi đó phương ngữ Thạch Sơn lại thiếu âm /p/.
Ngoài ra, phương ngữ Mường Khói không có âm bật chân răng /tʰ/, mà thay vào đó là âm /hr/. Phương ngữ này cũng được mô tả là có các âm môi-vòm vềm /kʷ/ and /kʷʰ/.
Tất cả các phụ âm này đều có thể xuất hiện ở đầu âm tiết. Ở cuối âm tiết hầu như chỉ có các âm mũi /m n ɲ ŋ/, âm tắc vô thanh /p t c k/, âm cạnh /l/ và âm lướt /j w/ xuất hiện. Trong số các âm vị này, các âm vòm /c ɲ/ đã được phân tích là tổ hợp của âm lướt-ngạc mềm /ʲk ʲŋ/. Ngoài ra, sự phân bố của các âm cuối tiết /c ɲ l/ dường như bị hạn chế hơn so với các phụ âm cuối khá.

### Nguyên âm
Dưới đây là bảng hệ thống nguyên âm. Hệ thống này dường như khá đồng nhất giữa các phương ngữ. Hai nguyên âm (/ɤ/ and /a/) có thể ở dạng dài hoặc ngắn.
|                | Trước | Sau          | Sau   |
| không làm tròn | Trước | làm tròn     |       |
| -------------- | ----- | ------------ | ----- |
| Đóng           | i /i/ | ư /ɯ/        | u /u/ |
| Giữa           | ê /e/ | ơ, â /ɤː, ɤ/ | ô /o/ |
| Mở             | e /ɛ/ | a, ă /aː, a/ | o /ɔ/ |
Ngoài các nguyên âm đơn này, còn có ba nguyên âm đôi /iə, ɯə, uə/.

### Thanh điệu
Tất cả các phương ngữ Mường đều có thanh điệu. Phương ngữ Kim Thượng (Phú Thọ) đã từng là đối tượng được chọn trong việc nghiên cứu ngữ âm. 
| Thanh   | Độ cao và tuyến điệu | Đường nét thanh | Kí hiệu     | Ví dụ |
| ------- | -------------------- | --------------- | ----------- | ----- |
| Thanh 1 | 33                   | ˧               | (không dấu) | ma    |
| Thanh 2 | 42                   | ˨˩              | `           | mà    |
| Thanh 3 | 324                  | ˧˩˧             | ̉            | mả    |
| Thanh 4 | 34                   | ˧˥              | ´           | mả    |
| Thanh 5 | 342ʔ                 | ˨˧              | ˜           | mã    |

Các biến thể phát âm về thanh điệu ở các vùng miền có thể có khác nhau nhưng đều được quy về 5 thanh và ghi kí hiệu như trên.
Hiện tượng này cũng thường gặp trong tiếng Việt, ví dụ: cách phát âm của người Sơn Tây về thanh huyền; cách phát âm của người khu bốn về thanh sắc (chủng tôi= chúng tôi), cách phát âm thanh hỏi như thanh ngã ở một số địa phương (bị ngả= bị ngã). Tuy nhiên về chính tả chung của tiếng Việt vẫn thống nhất.

## So sánh từ nguyên
Bên dưới là bảng so sánh một số từ đồng nguyên giữa tiếng Việt và phương ngữ Mường Bi của tỉnh Hòa Bình (theo từ điển Nguyễn Văn Khang et al. (2002)), đối chiếu với dạng proto-Vietic tương ứng được phục nguyên bởi Ferlus (2007):
| Việt/Kinh                           | Mường Hòa Bình | Proto-Vietic |
| ----------------------------------- | -------------- | ------------ |
| một                                 | mốch, môch     | *moːc        |
| hai                                 | hal            | *haːr        |
| ba                                  | pa             | *pa          |
| bốn                                 | pổn            | *poːnʔ       |
| năm                                 | đằm, đăm       | *ɗam         |
| sáu                                 | khảu           | *p-ruːʔ      |
| bảy                                 | páy            | *pəs         |
| tám                                 | thảm           | *saːmʔ       |
| chín                                | chỉn           | *ciːnʔ       |
| mười                                | mườl           | *maːl        |
| trăm (< Việt thế kỷ thứ 17: tlăm)   | tlăm           | *k-lam       |
| nước                                | đác            | *ɗaːk        |
| sông                                | không          | *k-roːŋ      |
| trời (< Việt thế kỷ thứ 17: blời)   | tlời           | *b-ləːj      |
| trăng (< Việt thế kỷ thứ 17: blăng) | tlăng          | *b-laŋ       |
| chim                                | chim           | *-ciːm       |
| rừng                                | rầng           | *k-rəŋ       |

## Trích đoạn
| Tiếng Mường | Dịch nghĩa |
| --- | --- |
| "Tlăm thử hương ó chi bằng hương con mại Tlăm thử tlải ó chi bằng tlải bôông cơm | Trăm thứ hương có gì bằng hương người yêu Trăm thứ trái có gì bằng trái bông cơm (lúa gạo) |
| Người đưa câl thanh loong wềl xạ Đông Bắc Ôông Bình chia sé: Tlước ni đà cỏ 1 hộ đưa câl thanh loong wềl tlôông nhưng chăng theènh côông. Gia đình tôi cỏ tôống diện tích tlêênh 3.000 m2. Tlước ni cẩl lọ, tlôông mỉa, khậw, thu nhập bấp bêênh, ó ốn định. Năm 2015, iểng tlêênh các phương tiện thôông tin đại chủng nỏi cỏ mô hình tlôông quả thanh loong kết hợp cùng du lịch hiệu quá ớ Xuổi Xói, huyện Lạc Thúy cuố eenh Chần Hưng, mọl Hà Nội đêểnh đẩu tư. Tôi đêểnh tận được đớ học tập, mua giôổng. Mởi đầu, tôi đưa bao tlôông thứ nghiệm 2.000m2 thanh loong cá 2 zôổng roọch đó và roọch tlẳng. Thẩy thanh loong phát chiến tốt, năm 2016 tôi tiếp tục tlôông thêm hơn 1.000m2 pợi 420 côốc. | Người đưa cây thanh long về xã Đông Bắc Ông Bình chia sẻ: Trước đây đã có 1 hộ đưa cây thanh long về trồng nhưng chẳng thành công. Gia đình tôi có tổng diện tích trên 3.000 m2. Trước kia cấy lúa, trồng mía, ngô, thu nhập bấp bênh, khó ổn định. Năm 2015, khi nghe trên các phương tiện thông tin đại chúng nói về mô hình trồng hoa, thanh long kết hợp với du lịch hiệu quả ở Suối Sỏi, huyện Lạc Thủy của anh Trần Hưng, người Hà Nội đến đầu tư. Tôi đã về tận nơi để học tập, mua giống. Mới đầu, tôi đưa vào trồng thử nghiệm 2.000 m2 thanh long cả hai giống ruột đỏ và ruột trắng. Thấy cây thanh long phát triển tốt, năm 2016, tôi tiếp tục trồng thêm hơn 1.000 m2 với 420 gốc. |